# Krzysztof Parulski
Krzysztof Parulski (ur. 24 stycznia 1957 w Wałczu, zm. 4 czerwca 2023) – polski prawnik i wojskowy, generał brygady Wojska Polskiego, w latach 2008–2012 naczelny prokurator wojskowy i zastępca prokuratora generalnego.

## Życiorys
Ukończył studia na Wydziale Prawa Uniwersytetu im. Adama Mickiewicza w Poznaniu oraz Centrum Szkolenia Oficerów Politycznych – Szkoły Podchorążych Rezerwy w Łodzi. 6 października 1982 został powołany do zawodowej służby wojskowej w Prokuraturze Wojsk Lotniczych w Poznaniu. W 1983 zdał egzamin prokuratorski, a w 1985 otrzymał nominację prokuratorską. Od 1996 był zastępcą wojskowego prokuratora garnizonowego w Poznaniu, a w latach 2002–2005 wojskowym prokuratorem garnizonowym w Warszawie.
W 2002 został prezesem Stowarzyszenia Prokuratorów Rzeczypospolitej Polskiej. Objął także funkcję redaktora naczelnego wydawanego przez tę organizację kwartalnika „Prokurator”. Od 2005 był zastępcą wojskowego prokuratora okręgowego w Poznaniu.
6 lipca 2007 zrzekł się stanowiska zastępcy wojskowego prokuratora okręgowego w Poznaniu oraz prokuratora wojskowego. Decyzję tę podjął po krytyce jego osoby i Stowarzyszenia Prokuratorów RP przez ówczesnego ministra sprawiedliwości Zbigniewa Ziobrę, deklarując nadzieję, że tym samym zakończy personalne aspekty powstałego sporu i umożliwi ministrowi sprawiedliwości skupienie się nad reformą prokuratury (...). Do przytoczonych przez ministra wątpliwości odniósł się w liście otwartym z 8 lipca 2007.
Prezes Rady Ministrów Donald Tusk powołał go 20 lutego 2008 na naczelnego prokuratora wojskowego i zastępcę prokuratora generalnego. 11 sierpnia 2010 prezydent Bronisław Komorowski awansował go ze stopnia pułkownika na stopień generała brygady. 3 lutego 2012 na stanowiskach prokuratorskich zastąpił go Jerzy Artymiak.

## Odznaczenia
- Srebrny Krzyż Zasługi – 2001[6]
- Brązowy Krzyż Zasługi – 1994[7]
- Srebrny Medal za Długoletnią Służbę[8]
- Złoty Medal „Siły Zbrojne w Służbie Ojczyzny”[8]
- Srebrny Medal „Siły Zbrojne w Służbie Ojczyzny”
- Brązowy Medal „Siły Zbrojne w Służbie Ojczyzny”
- Złoty Medal „Za zasługi dla obronności kraju”[8]